# I wanna have some fun (single)
I wanna have some fun is een lied van Samantha Fox uit 1988. Ze bracht het uit op een 7" single (45 toeren) en een maxisingle, en verscheen verder op haar album I wanna have some fun. Het lied werd geschreven en geproduceerd door de Amerikaanse urbanpopgroep Full Force.
De single sloeg niet aan in Nederland en België. Beter waren de noteringen in de Angelsaksische landen met onder meer een nummer 8-notering in de Amerikaanse Billboard Hot 100 en op de een na hoogte plaats van de Hot Dance Club Songs.

## Tracks
7" single
A. I wanna have some fun - 4:08
B. Out of our hands - 3:05
Maxisingle
1. I wanna have some fun - 3:57
2. Lovin' don't grow on trees - 4:09
3. I wanna have some fun (fun mix) - 6:08
4. Out of our hands -  4:12

## Hitnoteringen
| Land                      | pieknotering |
| ------------------------- | ------------ |
| VS (Hot Dance Club Songs) | 2            |
| VS (Billboard Hot 100)    | 8            |
| Canada                    | 10           |
| Nieuw-Zeeland             | 22           |
| Frankrijk                 | 50           |
| Verenigd Koninkrijk       | 68           |